# Лохвицький повіт
Лохвицький повіт — адміністративно-територіальна одиниця Полтавської губернії Російської імперії. Утворений у 1781 році у складі Чернігівського намісництва (1781—1796), і за винятком тимчасової перерви (1796—1802) існував до 1923 року. Повітовий центр — місто Лохвиця.

## Географія
За даними Генерального межування (1859) площа Лохвицького повіту становила 2 342,98 квадратних версти.
Територією повіту протікали річки Сула з притоками Лохвиця, Сулиця, Многа, Артополог.
У 1912 році Лохвицький повіт включав 260 населених пунктів, а населення повіту становило 172 613 жителів.

## Історія
Лохвицький повіт був утворений у 1781 році.

Лохвицький повіт Полтавської губернії на карті 1821 року.

Лохвицький повіт утворився із частин трьох полків: Лубенського, Прилуцького й Гадяцького. До першого з них належали такі сотні, що потім увійшли в повіти: три Лохвицькі, дві Сенчанські, Чорнуська, Городищенська і Куріньківська; до Прилуцького — Варвинська сотня; до Гадяцького — Рашівська і дві Комишнянських. Майже у повному складі до Лохвицького повіту увійшли Лохвицька, Сенчанська, Чорнуська, Куріньківська і у більша частина Варвинської сотні, а решта з вище зазначених дали Лохвицькому повіту лише незначні ділянки території.
Спершу перебував у складі Чернігівського намісництва.
Ліквідований у грудні 1796 року.
Відновлений у 1802 році у складі Полтавської губернії.
На початку 19 століття у повіті, серед платників податків, налічувалося 45116 осіб, з них 39 купців християнської віри, 285 міщан, 90 міщан-євреїв, 24621 козаків, 19750 поміщичих селян. У повіті було 9 волостей й одне староство. Налічувалося 69 церков, 81 священиків, 126 церковнослужителів, 120 євреїв. У селах Сенчі, Чорнухах й Варві було більш ніж по 3 церкви. Єдиний кам'яний будинок повіту знаходився у маєтку генерал-майора Милорадовича у Вороньках. У повіті було також 645 вітряків, 167 винокурень. Ярмарки були у Варві (3) та Сенчі (4).

22 січня 1918 року на І-му з'їзді Рад робітничих, солдатських і селянських депутатів Лохвицького повіту було проголошено радянську владу й обрано виконавчий комітет.
У 1923 році Лохвицький повіт був остаточно ліквідований.

## Економіка

Стара світлина з фабрикою Дунаєвського

У 1910 році в Лохвицькому повіті налічувалось 3 винокурні, шкіряний завод, махоркова фабрика, 5 парових млинів, 40 млинів з різними пристроями, 26 просорушок, 12 топчанів, 4 заводи мінеральних вод, 10 цегляних заводів, 3 механічні майстерні, фабрика олійних фарб.
З приходом радянської влади (1920) у повіті було націоналізовано близько 30 підприємств, 60 тисяч десятин землі.

## Освіта, медицина, культура
Станом на 1895 рік у Лохвицькому повіті діяло 32 народних училища і 17 амбулаторій.
У 1913 році в повіті функціонували вже 158 шкіл (9 996 учнів), на 15 лікарняних дільницях працювало 16 лікарів і 27 фельдшерів.
З початком радянської влади у повіті діяли 185 трудових шкіл (16 тисяч учнів), 12 дитячих садків, 6 дитячих будинків, 4 професійні школи, 43 хати-читальні, 19 шкіл для дорослих, 86 просвіт, 15 бібліотек з центральною книгозбірнею, 32 хори, краєзнавчий музей.

## Склад
Станом на 1886 рік налічував 271 сільську громаду, 186 поселень у 14 волостях.
Населення — 119 333 осіб (58667 чоловічої статі та 60666 — жіночої), 21 132 дворових господарства.
|                     | Площа, десятин | У тому числі орної, дес. |
| ------------------- | -------------- | ------------------------ |
| Сільських громад    | 115271         | 88856                    |
| Приватної власності | 96346          | 64229                    |
| Казенної власності  | 763            | —                        |
| Іншої власності     | 2189           | 1836                     |
| Загалом             | 214569         | 154921                   |

## Адміністративний поділ
- Місто Лохвиця з передмістями Велика та Мала Приліпка, Високі Лазірки, Губчинці, Засулиця, Макушівка, Острів, Пеньки, Перекоп, Слобода.

Волосний поділ станом на 1886 рік:
| № | Назва         | Центр       | Населення | Кількість дворових господарств | Площа, десятин | У тому числі орної, дес. | Кількість поселень (сільських громад) |
| - | ------------- | ----------- | --------- | ------------------------------ | -------------- | ------------------------ | ------------------------------------- |
| 1 | Андріяшівська | Андріяшівка | 6527      | 1038                           | 11697          | 8783                     | 17 (12)                               |
| 2 | Вороньківська | Вороньки    | 9761      | 1813                           | 15511          | 10004                    | 16 (23)                               |
| 3 | Івахницька    | Івахники    | 10642     | 1764                           | 17916          | 12627                    | 18 (22)                               |
| 4 | Лохвицька     | Лохвиця     | 10397     | 1897                           | 19505          | 15594                    | 17 (27)                               |
| 5 | Лучанська     | Лука        | 6708      | 1104                           | 11325          | 8161                     | 5 (14)                                |
| 6 | Мокіївська    | Мокіївка    | 5679      | 971                            | 11263          | 6471                     | 15 (7)                                |
| 6 | Озерянська    | Озеряни     | 7706      | 1420                           | 16793          | 13362                    | 9 (8)                                 |
| 7 | Остапівська   | Остапівка   | 9545      | 1672                           | 18920          | 14531                    | 21 (12)                               |
| 8 | Пісківська    | Піски       | 10286     | 1856                           | 18433          | 13436                    | 19 (10)                               |

На 1912 рік було 15 волостей: ліквідовано Остапівську та Яцинівську волості, утворено Білоусівську, Білоцерківську, Гнідинську, Свиридівську, Сенчанську, Чорнухинську, Юсківську волості.

## Населення
Населення повіту станом на 1895 рік становило 158 636 чоловік.

## Персоналії
- Дмитро Андрієвський (1892—1976) — один із засновників ОУН[4].
- Гончаренко Аверкій (1890—1980) — український військовик, командир українських частин у бою під Крутами.
- Падалка Лев Васильович (1859—1927) — український статистик, історик, археолог, етнограф, краєзнавець, громадський діяч.
- Ярошенко Володимир Мусійович (Воляр; 1898—1937) — український поет, байкар, прозаїк, драматург, літературний критик, кіносценарист. Жертва сталінського терору.